# NGC 2777
NGC 2777 is een spiraalvormig sterrenstelsel in het sterrenbeeld Kreeft. Het hemelobject werd op 6 maart 1864 ontdekt door de Duitse astronoom Albert Marth.

## Synoniemen
- UGC 4823
- MCG 1-24-6
- ZWG 34.8
- NPM1G +07.0176
- IRAS09080+0724
- PGC 25876